# 346
Évszázadok: 3. század – 4. század – 5. század
Évtizedek: 290-es évek – 300-as évek – 310-es évek – 320-as évek – 330-as évek – 340-es évek – 350-es évek – 360-as évek – 370-es évek – 380-as évek – 390-es évek
Évek: 341 – 342 – 343 – 344 –  345 – 346 – 347 – 348 – 349 – 350 – 351

## Események

### Római Birodalom
- II. Constantius és Constans császárokat választják consulnak.
- A római-perzsa háborúban II. Sápur ismét sikertelenül ostromolja Niszibiszt.
- Az előző évben meghalt Kappadókiai Gregoriosz alexandriai pátriárka, II. Constantius pedig - Constans és a nyugati püspökök nyomására - visszaadja a korábban száműzött antiariánus Athanasziosznak a pátriárkai széket. Miután Constans háborúval fenyegetőzik, II. Constantius beleegyezik, hogy I. Paulus, Konstantinápoly volt antiariánus pátriárkája is visszakapja tisztségét.
- Firmicus Maternus megírja A pogány vallások tévelygéseiről c. művét.

### Korea
- Két évnyi uralkodás után meghal Kje, Pekcse királya. A trónt az uralkodó dinasztia rivális vérvonalából származó Kuncshogo (az előző király, Pirju fia) szerzi meg.

## Halálozások
- Szent Pakhomiosz, egyiptomi remete
- Szent Maximinus, Augusta Treverorum (Trier) püspöke

## Fordítás
- Ez a szócikk részben vagy egészben  a(z)   346 című angol Wikipédia-szócikk ezen változatának fordításán alapul.  Az eredeti cikk szerkesztőit annak laptörténete sorolja fel. Ez a jelzés csupán a megfogalmazás eredetét és a szerzői jogokat jelzi, nem szolgál a cikkben szereplő információk forrásmegjelöléseként.